# Apostol Arsache

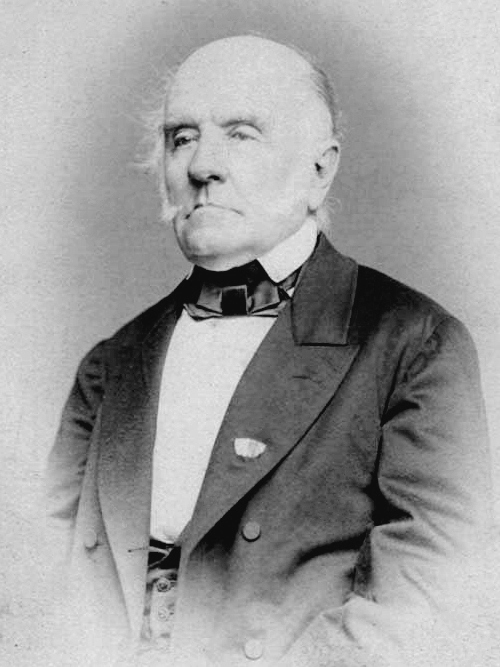
Apostol Arsache

Apostol Arsache auch Arsachi (* 1789 in Hotovë/Hotahova bei Përmet, Epirus; † Dezember 1869 in Bukarest) war ein rumänischer Mediziner, Ökonom und Politiker. Er war in der Zeit vom 22. Januar 1862 bis 24. Juni 1862 rumänischer Außenminister sowie nach der Ermordung von Ministerpräsident Barbu Catargiu für kurze Zeit kommissarischer Ministerpräsident von Rumänien.

## Leben
Arsache studierte nach der Schule Medizin. 1812 erwarb er einen Doktortitel in Medizin an der Universität Halle. Seine Dissertation „De piscium cerebro et medulla spinali“ war das erste rumänische Buch der vergleichenden Anatomie. Anschließend war er in Rumänien als Landarzt tätig. Der konservative Politiker wurde unter Grigore Alexandru Ghica zum Staatssekretär ernannt. Im Jahr 1862 war er für einige Monate rumänischer Außenminister und nach der Ermordung von Premierminister Barbu Catargiu vom 8. Junijul. / 20. Juni 1862greg. bis zum 12. Junijul. / 24. Juni 1862greg. zusätzlich Interims-Premierminister. Apostol Arsache verstarb im Alter von 80 Jahren in Bukarest.